# 劉褒
劉褒（？—？），東漢畫家，漢桓帝時期曾任蜀郡太守。繪有《雲漢圖》和《北風圖》等，今已失存。